# Metaviridae
Metaviridae — родина вірусів, представники якої існують у ретротранспозонах геному еукаріот. Вони тісно пов'язані з ретровірусами: у них багато подібних геномних елементів з ретровірусами, включаючи гени, які кодують зворотні транскриптази, інтегрази і капсидні білки.

## Роди
- Chromovirus
- Errantivirus
- Metavirus